# USS Minneapolis (C-13)
Pour les autres navires du même nom, voir USS Minneapolis.
L'USS Minneapolis (C-13) est un croiseur protégé de classe Columbia, construit pour l'United States Navy à la fin du XIXe siècle. Il participe notamment à la bataille de Santiago de Cuba en 1898 avant d'être mis en réserve en 1906. Il reprend du service en 1917 pour la Première Guerre mondiale, escortant des convois dans le cadre de la Cruiser and Transport Force ; il est définitivement retiré du service en 1921.